# Neozygites parvispora
Neozygites parvispora är en svampart som först beskrevs av D.M. MacLeod & K.P. Carl, och fick sitt nu gällande namn av Remaud. & S. Keller 1980. Neozygites parvispora ingår i släktet Neozygites och familjen Neozygitaceae.   Inga underarter finns listade i Catalogue of Life.